# Alsodes barrioi
Alsodes barrioi är en groddjursart som beskrevs av Veloso, Diaz, Iturra-C. och Mario Penna 1981. Alsodes barrioi ingår i släktet Alsodes och familjen Cycloramphidae. IUCN kategoriserar arten globalt som sårbar. Inga underarter finns listade i Catalogue of Life.